# Hubert Wiggering
Hubert Wiggering (* 1956) ist ein deutscher Umweltwissenschaftler; von 1993 bis 2001 war er Generalsekretär des  Sachverständigenrats für Umweltfragen (SRU). Von 2001 bis 2014 war er Direktor des Leibniz-Zentrums für Agrarlandschaftsforschung, dem früheren Zentrum für Agrarlandschafts- und Landnutzungsforschung (ZALF). Bis September 2022 war er Professor für Geoökologie/Landwissenschaften an der Universität Potsdam. Derzeit ist er Mitglied des Künstlerkollektivs MONAS (MONAS collective for environmental sound art).

## Leben
Wiggering studierte von 1975 bis 1981 Geologie und Paläontologie an der Universität Münster. Anschließend promovierte er an der Universität Essen über die Rekultivierung von Bergbaufolgelandschaften. Als Postdoktorand ging er 1984 an die California State University nach Los Angeles, wo er sich mit der Entstehung der frühesten Erdatmosphäre befasste. Danach kehrte er nach Essen zurück, wo er sich 1992 habilitierte, ebenfalls mit einer Schrift über die Entstehung der Erdatmosphäre. 1993 wurde Wiggering zum Generalsekretär des Sachverständigenrats für Umweltfragen, einem Beratungsgremium der Bundesregierung berufen. Von 2001 bis 2014 war er Wissenschaftlicher Direktor des Leibniz-Zentrums für Agrarlandschaftsforschung (ZALF) in Müncheberg. Von 2001 bis 2022 war er Professor für Geoökologie an der Universität Potsdam. Seine Forschungsschwerpunkte liegen bei Umweltbewertung, Fragen der Landnutzung und Landschaftsentwicklung. Für den Wissenstransfer verbindet er Wissenschaft und Kunst, so mit Kinderbüchern für Erwachsene oder im Künstlerkollektiv MONAS.

## Veröffentlichungen (Auswahl)
- (Hrsg.): Steinkohlenbergbau : Steinkohle als Grundstoff, Energieträger und Umweltfaktor. Ernst & Sohn, Berlin 1993, ISBN 3-433-01520-1.
- mit Katharina Helming (Hrsg.): Sustainable development of multifunctional landscapes. Springer, Berlin 2003, ISBN 3-540-00008-9.
- mit Felix Müller (Hrsg.): Umweltziele und Indikatoren: wissenschaftliche Anforderungen an ihre Festlegung und Fallbeispiele. Springer, Berlin 2004, ISBN 3-540-43307-4.
- H. Wiggering, U. Steinhardt: A Conceptual Model for Site-Specific Agricultural Land Use. In: Ecological Modelling. Band 295, 2014, S. 42–46.
- H. Wiggering, D. Schallwich, R. Thien: Land, Landschaft, Landwirtschaft 2071. Eine Geschichte zwischen Traum und Trugschluss, die gerne eine Fiktion wäre und doch von der Realität eingeholt wird. (= Agrarkultur im 21. Jahrhundert). Metropolis, Marburg 2017, ISBN 978-3-7316-1268-1.
- H. Wiggering, D. Schallwich, R. Thien: Ein Krieg im Kornfeld. Cyberkrieg und Digitalisierung - Feldroboter und Tablets, Cyborgs und Landwirte. Eine Erzählung, fiktiv und realistisch, heute und mit einem Vorgriff auf morgen. (= Agrarkultur im 21. Jahrhundert). Metropolis, Marburg 2019, ISBN 978-3-7316-1352-7.
- H. Wiggering, J. Benz (Illustration): Kühe in der Waschanlage. Bauernhof anders. Aufland Verlag, Croustillier 2021, ISBN 978-3-944249-29-2.